# Diecezja Votuporanga
Diecezja Votuporanga – diecezja Kościoła rzymskokatolickiego w Brazylii. Należy do metropolii São José do Rio Preto wchodzi w skład regionu kościelnego Sul 1. Została erygowana przez papieża Franciszka w dniu 20 lipca 2016.